# لجنة تداول السلع الآجلة
لجنة تداول السلع الآجلة (CFTC) هي وكالة مستقلة تابعة للحكومة الأمريكية، تأسست في عام 1974، وهي تنظم أسواق المشتقات الأمريكية، والتي تشمل العقود الآجلة والمقايضات وأنواع معينة من الخيارات، قانون تبادل السلع ("CEA") ، 7 U.S.C. المادة 1 وما يليها، تحظر السلوك الاحتيالي في تداول العقود الآجلة والمقايضات والمشتقات الأخرى، وتتمثل المهمة المعلنة للجنة في تعزيز نزاهة أسواق المشتقات الأمريكية ومرونتها وحيويتها من خلال التنظيم السليم. بعد الأزمة المالية في 2007 - 2008، ومنذ عام 2010 مع قانون دود-فرانك لإصلاح وول ستريت وحماية المستهلك، بدأت لجنة تداول السلع الآجلة في التحول لتحقيق المزيد من الشفافية والتنظيم السليم لسوق المقايضات الذي يبلغ مليارات الدولارات.